# Цезальпінієві
Цезальпінієві (Caesalpinioideae) — підродина бобових рослин, назва походить від назви рослини цезальпінія (Caesalpinia).
Цезальпінієві — переважно дерева, поширені у вологих тропіках. Їх квітки зігоморфні, але дуже різні. Кореневі вузлики зустрічаються дуже рідко в цій підродині, і навіть коли зустрічаються, мають примітивну структуру.
Таксономісний статус цієї групи не до кінці впевнений. У деяких старіших класифікаціях, наприклад системі Кронквіста, група класифікувалася у розряді родини, Caesalpiniaceae. Хоча група все ще визнається, існує сумнів щодо розміщення багатьох родів (у цієї підродині або у інших). Недавні систематичні дослідження, використовуючи молекулярні дані, підтвердили парафілетичність групи щодо підродин метеликові (Faboideae або Papilionoideae) і мімозові (Mimosoideae) і зараз розглядається розкол групи.
Роди звичайно групуються в чотири триби, Caesalpinieae, Cassieae, Cercideae і Detarieae. Триба Cercideae раніше іноді включалася до підродини метеликові.